# Honcearivka, Zolociv
Honcearivka (în ucraineană Гончарівка) este o comună în raionul Zolociv, regiunea Liov, Ucraina, formată numai din satul de reședință.

## Demografie
Componența lingvistică a comunei Honcearivka
     Ucraineană (99,5%)
     Alte limbi (0,3%)
Conform recensământului din 2001, majoritatea populației comunei Honcearivka era vorbitoare de ucraineană (99,5%), existând în minoritate și vorbitori de alte limbi.